# Franciscaanse Vredeswacht

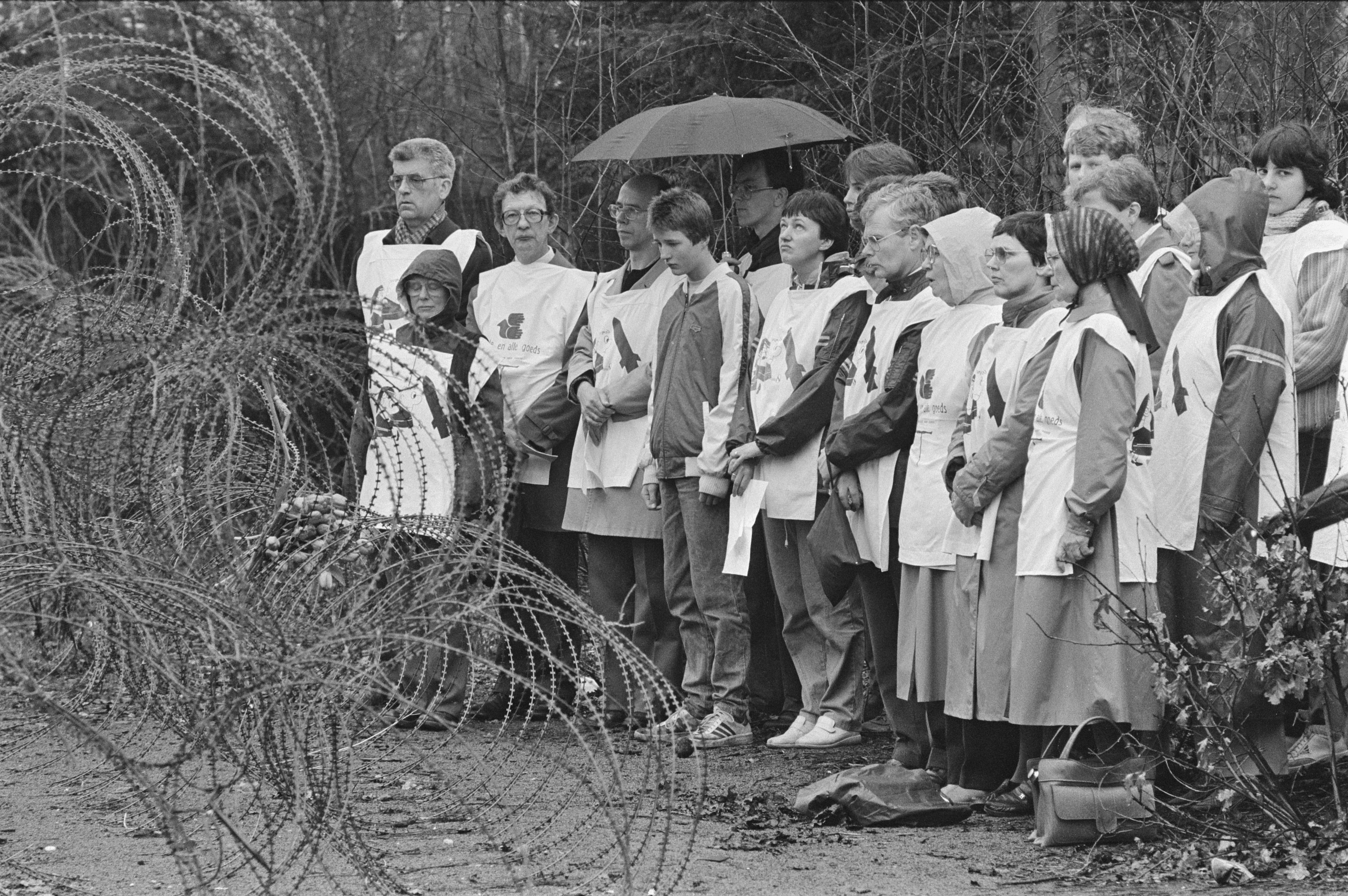
De Franciscaanse Vredeswacht houdt bij de Vliegbasis Woensdrecht een extra wake (5 april 1985)

De Franciscaanse Vredeswacht maakt deel uit van de vredesbeweging in Nederland. Ze is in 1983 ontstaan naar aanleiding van de voorgenomen plaatsing van kruisraketten. Broeders en zusters van de minderbroeders franciscanen en zusters franciscanessen van diverse congregaties, waakten op de vooravond van een demonstratie hiertegen en sloten zich er vervolgens bij aan. De Franciscaanse Vredeswacht bestond al snel uit een divers gezelschap afkomstig uit heel het land. De leden hebben gemeen dat ze op vreedzame wijze willen waken voor vrede. 
Voor de Franciscaanse Vredeswacht organiseert al jaren wakes voor de vrede. De eerste keer was dat op 7 maart 1984 bij de militaire basis in Woensdrecht. Het afgelopen decennium werd  gewaakt bij het grenshospitium op Schiphol. Het grenshospitium werd in 2018 verplaatst naar het Detentiecentrum Zestienhoven Portelabaan 7, 3045 AT Rotterdam. Een andere belangrijke wake is rond een jaarlijkse militaire technologie- en trainingsbeurs in Europa. Een derde belangrijke wake is  rond de herdenking van de val van de atoombom op Hiroshima (6 augustus 1945), waarbij gewaakt wordt tegen de dreiging van massavernietigingswapens. Een vierde waakmoment is rond 10 december. Ter gelegenheid van de verjaardag van de Universele Verklaring van de Rechten van de Mens is er dan een wake op het Plein in Den Haag.